# Сан-Педру-ду-Жармелу
Сан-Педру-ду-Жармелу (порт. São Pedro do Jarmelo) — район (фрегезия) в Португалии, входит в округ Гуарда. Является составной частью муниципалитета Гуарда. По старому административному делению входил в провинцию Бейра-Алта. Входит в экономико-статистический субрегион Бейра-Интериор-Норте, который входит в Центральный регион. Население составляет 195 человек на 2001 год. Занимает площадь 23,18 км².